# 마이크로소프트 오피스 도큐먼트 이미징
마이크로소프트 오피스 도큐먼트 이미징(Microsoft Document Imaging Format, MDI)은 마이크로소프트 오피스 도큐먼트 스캐닝이 스캔한 문서를 편집하는 것을 도와 주는, 마이크로소프트 오피스 응용 프로그램이다. 마이크로소프트 오피스 XP에 처음 선을 보였으며, 나중에 오피스 2003과 오피스 2007을 비롯한 오피스 버전들에 포함되어 있다.
마이크로소프트사에 따르면, MODI가 사용자들에게 제공하는 것은 다음과 같다:
- 하나 이상의 문서를 스캔한다.
- OCR을 사용하여 스캔된 문서로부터 수정/편집할 수 있는 문자열을 만들어 낸다.
- 스캔된 문자열과 그림을 마이크로소프트 워드로 복사하거나 내보낸다.
- 스캔된 문서를 본다. (여러 개의 문서 사이를 탐색하는 기능은 없다)
- 스캔된 문서 안의 문자열을 찾는다.
- 스캔된 문서 페이지를 쉽게 인식한다.
- 스캔된 문서를 전자메일 또는 인터넷 팩스를 통해 보낸다.
- 태블릿 PC 위의 잉크를 사용하는 것을 포함하여 스캔된 문서에 주석을 단다.

MODI의 기본 파일 형식은 MDI인 것처럼 보이지만, MODI는 약간의 다양한 TIFF 파일을 읽고 쓸 수 있다. OCR 문자열을 원래의 TIFF 파일로 저장할 수도 있다. 텍스트가 마이크로소프트 오피스 도큐먼트 이미징 제품을 통해서만 접근할 수 있는 것처럼 보이긴 하지만 말이다. 문자열은 이진 에디터로 볼 수 있다.
기본 모드에서 OCR 엔진은 필요한 곳에서 페이지를 새롭게 적응하게 만들 것이다. objectname.save()가 호출되면, 새로 적응된 그림들을 원래의 그림 파일로 저장할 것이다.
OCR의 품질은 오피스 제품군과 비슷한 가격에 사용할 수 있는 닷넷 구성요소들에 비해 매우 좋다.